# KRWireless
Udruga KRWireless je hrvatska udruga korisnika bežičnih tehnologija  iz Krapine. Ova udruga bavi se implementacijom novih tehnologija, njenom primjenom s ciljem bežičnog povezivanja računala koristeći jednu mrežu (WLAN) na području grada Krapine. 

## Osnivanje
Udruga je službeno započela s radom 29. studenog 2004. kada je na sjednici, Skupština Krapinske udruge korisnika bežičnih tehnologija donijela i sam Statut. Udruga je zavedena u sudski registar, posjeduje pačat i žiro račun te djeluje kao kao pravna osoba.

## Osnivači
Osnivači udruge su :
- Zdravko Bogdanić
- Goran Konjić
- Branko Horvat
- Zdravko Poslončec
- Dario Sučić

## Tijela upravljanja
- Predsjednik - Zdravko Bogdanić
- Dopredsjednik - Goran Konjić
- Tajnik - Branko Horvat

## Vanjska poveznica
- www.krwireless.hr  Arhivirana inačica izvorne stranice od 6. rujna 2011. (Wayback Machine) - Službene stranice i forum